# Lohnsburg
Lohnsburg là một đô thị thuộc huyện Ried im Innkreis thuộc bang Oberösterreich, Áo. Đô thị Lohnsburg có diện tích 40 km², dân số thời điểm năm 2006 là 2287 người.